# SEF
SEF akronim "systeme d'enchere française" brydżowy system licytacyjny opracowany i popularny we Francji, francuski odpowiednik systemu SAYC.
Otwarcia w kolory młodsze to "lepszy młodszy", w kolory starsze z piątek, silne 1BA, 2♣ to ręka zrównoważona w sile 22-23 PC lub silne dwa na dowolnym kolorze, a 2♦ to sztuczny forsing do końcówki. 2 w kolor starszy to klasyczne słabe dwa, a 2BA to 20-21 PC.
Większość sekwencji jest naturalna, jedną z nielicznych sztuczności jest zastosowanie konwencji lebensohl po rewersie otwierającego na poziomie dwóch (na przykład 1♣ – 1♠ – 2♦ – 2BA!).